# TuS Hindenburg 09
TuS Hindenburg 09 was een Duitse sportclub uit Hindenburg, dat tegenwoordig de Poolse stad Zabrze is. Naast voetbal was de club ook actief in meerdere sporten handbal, atletiek, zwemmen, turnen en tennis.

## Geschiedenis
In 1909 werd bij het bedrijf Drahtseilwerke Adolf Deichsel A. G in Klein-Zabrze, een stadsdeel van de in 1905 gestichte gemeente Zabrze, een werksportvereniging opgericht. Het was de eerste bedrijfsclub in Silezië. Bij de TV Deichsel Zabrze werd aanvankelijk enkel geturnd. Na enkele jaren werden steeds meer sporten aan het gamma toegevoegd. Nadat in 1915 de naam van Zabrze gewijzigd werd in Hindenburg werd ook de clubnaam gewijzigd in TV Deichsel Hindenburg. In 1919 kreeg de club ook een eigen voetbalafdeling. Nadat in 1923 de overheid besliste dat voetbalclubs onafhankelijk moesten worden van de grotere sportclub waardoor de club SpVgg Deichsel 1919 Hindenburg opgericht werd.
In 1937 waren de regels weer anders en fuseerde de sportclub terug met de voetbalclub, en nam nu de naam TuS Hindenburg 09 aan. De club nam de plaats in de Bezirksliga Oberschlesien over en werd in het eerste seizoen vierde. Na een tiende plaats in 1939 trok de club zich het volgende seizoen terug uit de competitie. In 1940 keerde de club terug en werd nu groepswinnaar. In de finale om de titel verloor met zware cijfers van LSV Reinecke Brieg.
Door de splitsing van de Gauliga Schlesien promoveerde de club wel naar de hoogste klasse. In het eerste seizoen eindigde de club achtste, nog boven stadsrivaal SC Preußen Hindenburg. Het volgende seizoen degradeerde de club echter.
Na het einde van de oorlog werd Hindenburg een Poolse stad, alle Duitse inwoners werden verjaagd en de voetbalclub werd opgeheven.